# Liste der Baudenkmäler in Vohenstrauß
Auf dieser Seite sind die Baudenkmäler in der Oberpfälzer Stadt Vohenstrauß zusammengestellt. Diese Tabelle ist eine Teilliste der Liste der Baudenkmäler in Bayern. Grundlage ist die Bayerische Denkmalliste, die auf Basis des Bayerischen Denkmalschutzgesetzes vom 1. Oktober 1973 erstmals erstellt wurde und seither durch das Bayerische Landesamt für Denkmalpflege geführt wird. Die folgenden Angaben ersetzen nicht die rechtsverbindliche Auskunft der Denkmalschutzbehörde.

## Baudenkmäler nach Ortsteilen

### Vohenstrauß
| Lage                                                                      | Objekt                                                                                 | Beschreibung | Akten-Nr.      | Bild                                                                                   |
| ------------------------------------------------------------------------- | -------------------------------------------------------------------------------------- | --- | -------------- | -------------------------------------------------------------------------------------- |
| Asylstraße 1 (Standort)                                                   | Teil des Altenheimkomplexes                                                            | Mitte 19. Jahrhundert, Satteldachbau mit Steingewänden; zusammen mit Bahnhofstraße 17 | D-3-74-162-2   | weitere Bilder                                                                         |
| Bahnhofstraße 17 (Standort)                                               | Altenheim                                                                              | Ehemaliges evangelisch-lutherisches Asyl, 1902, Baukomplex mit Halbwalmdach und reicher Fassadengestaltung; zusammen mit Asylstraße 1 | D-3-74-162-3   | weitere Bilder                                                                         |
| Bahnhofstraße 18 (Standort)                                               | Gasthof                                                                                | Bezeichnet „1707“, Walmdachbau mit Seitenmansarden | D-3-74-162-4   | weitere Bilder                                                                         |
| Bahnhofstraße 19 (Standort)                                               | Städtisches Wohngebäude                                                                | 1907–09, Neubarockbau mit Erker, Ziergiebel und Putzverzierungen | D-3-74-162-5   | weitere Bilder                                                                         |
| Bahnhofstraße 36, 38, 42 (Standort)                                       | Ehemaliger Bahnhof der Lokalbahn Neustadt–Vohenstrauß–Eslarn                           | Empfangsgebäude, Walmdachbau aus Polygonalmauerwerk mit Eckquaderung, Backsteintraufgesims und hölzernem Perron-Vordach; Lagerhalle; Wasch- und Aborthaus; Werkstattgebäude; Lokschuppen mit Wohnteil, 1886 | D-3-74-162-133 | Ehemaliger Bahnhof der Lokalbahn Neustadt–Vohenstrauß–Eslarn                           |
| Fluderweg 21, 23 (Standort)                                               | Friedhof                                                                               | Ursprüngliche Anlage 1596, später erweitert, Grabdenkmäler Ende 19./20. Jahrhundert; Grabstein Bamler, 1821 | D-3-74-162-31  | weitere Bilder                                                                         |
| Friedrichstraße 10 (Standort)                                             | Evangelisch-lutherische Stadtpfarrkirche                                               | 1842–45 unter Verwendung des gotischen Ostchores; mit Ausstattung | D-3-74-162-8   | weitere Bilder                                                                         |
| Friedrichstraße 17 (Standort)                                             | Traufseithaus                                                                          | Zweite Hälfte 19. Jahrhundert, mit Torbogen und Rundbogenfenstern im Obergeschoss | D-3-74-162-10  | Traufseithaus                                                                          |
| Friedrichstraße 23 (Standort)                                             | Alte Apotheke                                                                          | 18. Jahrhundert, Walmdachbau, im Obergeschoss mit Pilastergliederung, an der Nordostecke Turm der Schloßmauer, siehe Friedrichstraße 27 | D-3-74-162-11  | weitere Bilder                                                                         |
| Friedrichstraße 24 (Standort)                                             | Wohn- und Geschäftshaus                                                                | Nach 1900, mit neubarocken Schweifgiebeln und Eckerker; am Auffahrtsweg zur Friedrichsburg | D-3-74-162-12  | weitere Bilder                                                                         |
| Friedrichstraße 25 (Standort)                                             | Sogenanntes Kavalierhaus                                                               | Ehemaliges Marstallgebäude, östlicher Seitenflügel des inneren Schlosshofes, im Kern um 1600, Walmdach wohl nach 1800 | D-3-74-162-13  | Sogenanntes Kavalierhaus                                                               |
| Friedrichstraße 26, 28 (Standort)                                         | Ehemaliges Ökonomiegebäude der Friedrichsburg (Altes Amtsgericht)                      | Ab Mitte des 19. Jahrhunderts Amtsgericht mit Gefängniszellen, als Pendant zum sogenannten Kavaliershaus errichtet, zweigeschossiger Gebäudeteil mit Satteldach, im Kern um 1600, dreigeschossiger Gebäudeteil mit Walmdach, im Kern um 1600, im 18. Jahrhundert aufgestockt, in der Mitte des 19. Jahrhunderts Anbau eines Ostflügels mit Schweifgiebel, um 1905 erneute Erweiterung durch Annex mit Neurenaissance-Portal an nördlicher Schmalseite         | D-3-74-162-132 | weitere Bilder                                                                         |
| Friedrichstraße 27 (Standort)                                             | Schloss Friedrichsburg                                                                 | 1586–93 nach Plänen von Leonhard Greineisen, dreigeschossiger Satteldachbau mit geschweiften Giebeln und ursprünglich fünf Rundtürmen; Schlossmauerreste; an der Südostecke ein Rundturm, ein weiterer Rundturm in Haus Friedrichstraße 23; siehe dort | D-3-74-162-14  | weitere Bilder                                                                         |
| Lagerhausstraße 16 (Standort)                                             | Lagerhaus                                                                              | Zweigeschossiger Fachwerkbau mit Ziegeldeckung und Ventilationsaufsatz, um 1900 | D-3-74-162-141 | weitere Bilder                                                                         |
| Marienplatz 1 (Standort)                                                  | Katholische Stadtpfarrkirche Mariä Unbefleckte Empfängnis                              | Nach Entwurf von Heinrich Hauberrisser 1911, 1927–1929 ausgeführter neubarocker Werksteinbau mit Turm; mit Ausstattung. Die Wandfresken im Chor: links Predigt Jesu ist signiert und datiert, rechts guter Hirte. Beide Wandfresken sind von dem Münchner Kunstmaler des Neubarock Josef Wittmann und gemalt in 1959. Der Entwurf zu diesen Fresken ist erhalten und befindet sich mit seinen Entwürfen zur kirchlichen Malerei im Diözesanmuseum Regensburg. | D-3-74-162-16  | weitere Bilder                                                                         |
| Marktplatz (bei Nr. 22) (Standort)                                        | Kriegerdenkmal 1870/71                                                                 | Rotsandsteinsäule mit Adler | D-3-74-162-17  | Kriegerdenkmal 1870/71                                                                 |
| Marktplatz 1 (Standort)                                                   | Steinerne Türrahmung                                                                   | Bezeichnet 1842 | D-3-74-162-18  | weitere Bilder                                                                         |
| Marktplatz 5 (Standort)                                                   | Wohn- und Geschäftshaus                                                                | Erste Hälfte 19. Jahrhundert, mit neubarockem Schweifgiebel | D-3-74-162-20  | Wohn- und Geschäftshaus                                                                |
| Marktplatz 9 (Standort)                                                   | Rathaus                                                                                | 1901–11 von Hans Prühl, monumentaler Satteldachbau mit Volutengiebeln, Erker, Dachreiter und Seitentrakt mit Walmdach, in Formen der deutschen Spätrenaissance- und Frühbarockarchitektur | D-3-74-162-21  | weitere Bilder                                                                         |
| Marktplatz 22 (Standort)                                                  | Traufseithaus                                                                          | Mitte 19. Jahrhundert, Tor und Fenster rundbogig mit profilierten Rahmungen | D-3-74-162-23  | Traufseithaus                                                                          |
| Marktplatz 28 (Standort)                                                  | Eckhaus                                                                                | Mit Halbwalm und Fenstereinfassungen aus Granit, erste Hälfte 19. Jahrhundert, im Kern 18. Jahrhundert | D-3-74-162-24  | weitere Bilder                                                                         |
| Pfarrgasse (Standort)                                                     | Kriegerdenkmal                                                                         | Kriegerdenkmal, Granitquader auf Postament, an den Ecken Soldatenfiguren verschiedener Epochen, 1935 von Otto Dörfel | D-3-74-162-15  | Kriegerdenkmal                                                                         |
| Pfarrgasse 7 (Standort)                                                   | Evangelisch-lutherischer Pfarrhof                                                      | 1896/97, Walmdachbau in barock-klassizistischen Formen | D-3-74-162-25  | weitere Bilder                                                                         |
| Pfarrgasse 9 (Standort)                                                   | Ehemaliges katholisches Pfarrhaus, früher Kapuzinerkloster                             | Bezeichnet „1763“, zweiflügeliger Walmdachbau mit Steingewänden und Steinportal; Kruzifix aus Gusseisen, um 1900; vor dem Haus | D-3-74-162-26  | weitere Bilder                                                                         |
| Pfarrgasse 18 (Standort)                                                  | Hausmadonna und Gartengitter beim Kloster der Armen Schulschwestern, jetzt Amtsgericht | Um 1905 | D-3-74-162-27  | Hausmadonna und Gartengitter beim Kloster der Armen Schulschwestern, jetzt Amtsgericht |
| Pfarrgasse 20 (Standort)                                                  | Katholischer Pfarrhof                                                                  | 1904–1905 nach Entwurf von Heinrich Hauberrisser, in Anlehnung an die Renaissance-Bauformen der Friedrichsburg, mit Rundturm an Gartenmauer | D-3-74-162-29  | Katholischer Pfarrhof                                                                  |
| Pfarrgasse 22 (Standort)                                                  | Kapelle St. Josef                                                                      | 1904–1905 nach Entwurf von Heinrich Hauberrisser, neugotisch; mit Ausstattung; an den katholischen Pfarrhof (Pfarrgasse 20) angebaut | D-3-74-162-28  | weitere Bilder                                                                         |
| Pleysteiner Straße 5 (Standort)                                           | Handwerkerkleinhaus (ehemalige Blaufärberei)                                           | Erdgeschossiger Satteldachbau, im Kern wohl frühes 18. Jahrhundert, am Türsturz bezeichnet „1840“ | D-3-74-162-30  | weitere Bilder                                                                         |
| Prager Gasse 9 (Standort)                                                 | Traufseitbau                                                                           | Im Kern 18. Jahrhundert, mit Toreinfahrt | D-3-74-162-32  | Traufseitbau                                                                           |
| an der Straße nach Burgtreswitz an der Autobahnanschlussstelle (Standort) | Wegweiser, sogenannte Haunoldsäule                                                     | obeliskartiger Granitpfeiler mit Kugelbekrönung und Beschriftung, bezeichnet mit "1839" | D-3-74-162-35  | weitere Bilder                                                                         |

### Altenstadt bei Vohenstrauß
| Lage                                                 | Objekt                              | Beschreibung | Akten-Nr.      | Bild                             |
| ---------------------------------------------------- | ----------------------------------- | --- | -------------- | -------------------------------- |
| Fiedlbühlstraße 1 (Standort)                         | Kirchhofstiege                      | Torbogen am Aufgang zum Kirchhof. | D-3-74-162-36  | Kirchhofstiege                   |
| Fiedlbühlstraße 3 (Standort)                         | Simultankirche St. Johannes Baptist | Im Kern gotisch, im 17. Jahrhundert verändert, eingezogener Chor mit Turm an der Südseite; mit Ausstattung; Kirchhof mit teilweise erhaltener Wehrmauer und Grabsteinfragmenten des 19. Jahrhunderts | D-3-74-162-36  | weitere Bilder                   |
| Neumühlstraße 5; Neumühlstraße 3 (Standort)          | Wohnstallhaus eines Dreiseithofs    | Erdgeschossiger Satteldachbau, Türsturz bezeichnet „1766“, um 1830/40 erneuert, nach Brand um 1870 wohl Teilerneuerung des Dachgeschosses; zugehöriges Austragshaus, um 1830/40                      | D-3-74-162-38  | Wohnstallhaus eines Dreiseithofs |
| östlich im Wald in Richtung Fahrenberg (Standort)    | Rauch-Kreuz                         | Bezeichnet „1878“, Gusseisen auf Granitsockel | D-3-74-162-43  | BW                               |
| Straße nach Vohenstrauß (Standort)                   | Steinkreuz                          | Nachmittelalterlich, Granit mit eingemeißelter Pflugschar; an der Straße nach Vohenstrauß im Gartengrundstück Reinl                                                                                  | D-3-74-162-44  | Steinkreuz                       |
| Beim Ortsrand an der Straße nach Waldau (Standort)   | Steinkreuz                          | Nachmittelalterlich, mit gabelförmiger Einritzung | D-3-74-162-41  | Steinkreuz                       |
| Waldauer Straße 2 (Standort)                         | Wohnstallhaus                       | Erdgeschossiger Satteldachbau mit verputztem Fachwerkgiebel, um 1830 | D-3-74-162-134 | Wohnstallhaus                    |
| Waldthurner Straße 4 (Standort)                      | Wappentafel                         | Bezeichnet „1626“ | D-3-74-162-40  | Wappentafel                      |
| Beim Steinkreuz an der Straße nach Waldau (Standort) | Wegkreuz                            | Bezeichnet „1862“ | D-3-74-162-42  | Wegkreuz                         |

### Altentreswitz
| Lage                                       | Objekt                                | Beschreibung                                                    | Akten-Nr.     | Bild           |
| ------------------------------------------ | ------------------------------------- | --------------------------------------------------------------- | ------------- | -------------- |
| Altentreswitz 21 (Standort)                | Katholische Filialkirche St. Matthäus | Romanische Apsis, Langhaus um 1700, Dachreiter; mit Ausstattung | D-3-74-162-45 | weitere Bilder |
| Rohrbühl, am östlichen Ortsrand (Standort) | Steinkreuz                            | Nachmittelalterlich                                             | D-3-74-162-46 | weitere Bilder |

### Böhmischbruck
| Lage                                                              | Objekt                                      | Beschreibung | Akten-Nr.      | Bild           |
| ----------------------------------------------------------------- | ------------------------------------------- | --- | -------------- | -------------- |
| Kranbühl, am Feldweg nach Etzgersrieth (Standort)                 | Bildstock                                   | Bildstock, Granitpfeiler, Laterne mit halbrund geschlossenem Bildfeld, bezeichnet „1841“, wohl Mitte 19. Jahrhundert | D-3-74-162-52  | BW             |
| Nahe der Brücke über die Pfreimd (Standort)                       | Drei Steinkreuze                            | Nachmittelalterlich, eines davon mit ausgehauenem Kelch; Wegkreuz, bezeichnet „1875“                                 | D-3-74-162-50  | weitere Bilder |
| Nahe der Brücke über die Pfreimd (Standort)                       | Wegkreuz                                    | Nachmittelalterlich, eines davon mit ausgehauenem Kelch; Wegkreuz, bezeichnet „1875“                                 | D-3-74-162-144 | weitere Bilder |
| Kranbühl; Kranbühlweg, an der Straße nach Etzgersrieth (Standort) | Wegkreuz                                    | Gusseisenkruzifix auf neugotischem Granitsockel mit Inschrift, bezeichnet „1885“                                     | D-3-74-162-53  | BW             |
| Propsteistraße 3 (Standort)                                       | Stall                                       | Bezeichnet „1871“, hölzerner Oberstock mit Laube                                                                     | D-3-74-162-49  | weitere Bilder |
| Propsteistraße 13 (Standort)                                      | Katholische Pfarrkirche Maria Himmelfahrt   | Im Kern gotisch, im 18. Jahrhundert umgebaut, Langhaus mit eingezogenem Chor, sechseckiger Turm; mit Ausstattung     | D-3-74-162-47  | weitere Bilder |
| Propsteistraße 15 (Standort)                                      | Pfarrhof                                    | Bezeichnet „1761“; an die Südseite der Pfarrkirche angebaut                                                          | D-3-74-162-48  | weitere Bilder |
| Propsteistraße 17 (Standort)                                      | Ehemaliger Stall der Propstei Böhmischbruck | Freistehend, im Erdgeschoss Tonnengewölbe, Obergeschoss Fachwerk, um 1600                                            | D-3-74-162-139 | weitere Bilder |
| An der Straße nach Moosbach (Standort)                            | Wegkreuz                                    | Bezeichnet „1864“ | D-3-74-162-51  | weitere Bilder |
| An der Straße nach Kößing (Standort)                              | Wegkreuz                                    | Bezeichnet „1908“, Steinpfeiler mit Kruzifix                                                                         | D-3-74-162-55  | weitere Bilder |

### Braunetsrieth
| Lage                                                                               | Objekt                                         | Beschreibung | Akten-Nr.     | Bild           |
| ---------------------------------------------------------------------------------- | ---------------------------------------------- | --- | ------------- | -------------- |
| Alte Heerstraße (Standort)                                                         | Teil der historischen Fernstraße Nürnberg-Prag | Anlage mittelalterlich, Reststück zwischen Braunetsrieth und Oberlind; bei Taucherhof zugehöriger Bachdurchstich mit segmentbogenförmigem Mündungsstein, bezeichnet „1774“ | D-3-74-162-1  | BW             |
| In der Flur Kalling am Michlbach (Standort)                                        | Grenzstein                                     | Wohl erste Hälfte 16. Jahrhundert, mit Waldauer Wappen | D-3-74-162-60 | BW             |
| Westlich von Hartwichshof am Abendfelder Weg (Standort)                            | Grenzstein                                     | Wohl erste Hälfte 16. Jahrhundert, mit Waldauer und Pfälzer Wappen | D-3-74-162-61 | weitere Bilder |
| Östlich im Waldrevier Steinknöchel an Waldweg (Standort)                           | Grenzstein                                     | Wohl erste Hälfte 16. Jahrhundert, mit Waldauer und Pfälzer Wappen | D-3-74-162-69 | BW             |
| Südlich von Wilhelmshöhe, nahe der Kreisstraße Vohenstrauß-Burgtreswitz (Standort) | Grenzstein                                     | Wohl erste Hälfte 16. Jahrhundert, mit Waldauer und Pfälzer Wappen | D-3-74-162-62 | BW             |
| In Braunetsrieth (Standort)                                                        | Dorfkapelle                                    | Steildachbau, dreiseitig geschlossen, Giebelreiter mit Spitzhelm, neugotisch, bezeichnet 1878; mit Ausstattung.                                                            | D-3-74-162-57 | weitere Bilder |
| Südlich an Abzweigung Tonbühlweg/Ferraweg (Standort)                               | Sogenanntes Delling-Kreuz                      | Bezeichnet „1890“ | D-3-74-162-67 | weitere Bilder |
| Am südlichen Ortsrand (Standort)                                                   | Sogenanntes Fuchs`n-Marterl                    | Bezeichnet „1843“ | D-3-74-162-58 | weitere Bilder |
| Westlich am Bühlweg (Standort)                                                     | Sogenanntes Pausch-Kreuz                       | Bezeichnet „1907“, Granitsockel mit Schwarzglastafel, Zeichnung in Blastechnik                                                                                             | D-3-74-162-64 | weitere Bilder |
| westlich an Waldweg zwischen Taucherhof und Wiegenhof (Standort)                   | Sogenanntes Reil-Kreuz                         | Bezeichnet „1869“, Gusseisen auf Granitsockel | D-3-74-162-65 | BW             |
| Westlich an der Alten Heeresstraße nahe beim Taucherhof (Standort)                 | Sogenanntes Rösl-Marterl                       | Bezeichnet „1755“, Granitpfeiler | D-3-74-162-66 | BW             |
| (Standort)                                                                         | Steinkreuz                                     | Nachmittelalterlich, mit eingehauener Pflugschar | D-3-74-162-68 | BW             |
| Nähe Braunetsrieth; Point (Standort)                                               | Wegkreuz                                       | Gusseisenkruzifix, auf gestuftem Granitsockel mit Inschrift, neugotisch, bezeichnet 1864.                                                                                  | D-3-74-162-59 | Wegkreuz       |

### Erpetshof
| Lage                                    | Objekt          | Beschreibung                                  | Akten-Nr.     | Bild           |
| --------------------------------------- | --------------- | --------------------------------------------- | ------------- | -------------- |
| Nördlich an Zufahrt zur B 14 (Standort) | Granitbildstock | Bezeichnet „1870“                             | D-3-74-162-71 | weitere Bilder |
| Am Ortsrand (Standort)                  | Wegkreuz        | Gusseisen auf Granitsockel, bezeichnet „1908“ | D-3-74-162-70 | weitere Bilder |

### Fiedlbühl
| Lage                          | Objekt               | Beschreibung                           | Akten-Nr.     | Bild           |
| ----------------------------- | -------------------- | -------------------------------------- | ------------- | -------------- |
| Fiedlbühlstraße 89 (Standort) | Zugehöriges Kruzifix | Bezeichnet „1887“; in Gartengrundstück | D-3-74-162-72 | weitere Bilder |

### Kaimling
| Lage                                                                       | Objekt      | Beschreibung                                                                | Akten-Nr.     | Bild        |
| -------------------------------------------------------------------------- | ----------- | --------------------------------------------------------------------------- | ------------- | ----------- |
| Herrenstraße 13 (Standort)                                                 | Schlösschen | Im Kern Renaissance, mit Halbwalmdach                                       | D-3-74-162-73 | Schlösschen |
| Unter zwei Linden am Ortsausgang Richtung Leuchtenberg, Luhfeld (Standort) | Wegkreuz    | Um 1895. Gusseisenkruzifix auf gestuftem Granitsockel, Ende 19. Jahrhundert | D-3-74-162-74 | BW          |

### Kaltenbaum
| Lage                                                    | Objekt     | Beschreibung        | Akten-Nr.     | Bild           |
| ------------------------------------------------------- | ---------- | ------------------- | ------------- | -------------- |
| Bei einer Linde, dem sogenannten Kalten Baum (Standort) | Steinkreuz | Nachmittelalterlich | D-3-74-162-76 | weitere Bilder |

### Kößing
| Lage                                                                | Objekt                    | Beschreibung | Akten-Nr.     | Bild           |
| ------------------------------------------------------------------- | ------------------------- | --- | ------------- | -------------- |
| Auf der Höhe, südlich am Kössinger Steig (Standort)                 | Bildstock, Granitpfeiler  | Bildstock, Granitschaft mit abgefasten Kanten auf Würfelpostament, Laterne mit halbrund geschlossenen Bildnischen, bezeichnet „1697“, „1785“ und „1872“, Schaft erneuert     | D-3-74-162-98 | BW             |
| Gereut, an der Straße nach Böhmischbruck (Standort)                 | Wegkreuz                  | Gusseisenkruzifix auf Granitsockel mit Inschrift, neugotisch, bezeichnet „1876“                                                                                              | D-3-74-162-80 | weitere Bilder |
| Kößing 18 (Standort)                                                | Kirche St. Peter und Paul | 18. Jahrhundert, Turm über gotischer Kapelle, Bautafel bezeichnet „1667“, Turmoberbau zweite Hälfte 19. Jahrhundert; mit Ausstattung Kirchhofmauer, wohl 17./18. Jahrhundert | D-3-74-162-78 | weitere Bilder |
| Im Gartengrundstück Hammer (Standort)                               | Steinbildstock            | Bildstock, gedrungener Granitschaft auf Quaderpostament, Laterne mit rundbogigen Bildnischen und Kugelbekrönung. Bezeichnet „1778“                                           | D-3-74-162-79 | weitere Bilder |
| Altentreswitzer Straße, Straßfeld, an Kreisstraße NEW 40 (Standort) | Wegkreuz                  | Wegkreuz, sogenanntes Thamerbauer-Kreuz, Gusseisenkruzifix auf Granitsockel mit Inschrift, neugotisch. Bezeichnet „1865“                                                     | D-3-74-162-82 | weitere Bilder |
| In Dorfmitte (Standort)                                             | Wegkreuz                  | Gusseisenkruzifix auf konischem Granitsockel mit Inschrift. Bezeichnet „1892“                                                                                                | D-3-74-162-81 | weitere Bilder |

### Lämersdorf
| Lage                                                              | Objekt   | Beschreibung                                                                        | Akten-Nr.     | Bild     |
| ----------------------------------------------------------------- | -------- | ----------------------------------------------------------------------------------- | ------------- | -------- |
| Am Ortsrand an der Straße nach Kaimling, Lämersdorf 10 (Standort) | Wegkreuz | Gusseisenkruzifix auf profiliertem Granitsockel, wohl zweite Hälfte 19. Jahrhundert | D-3-74-162-83 | Wegkreuz |

### Neumühle
| Lage                                                                 | Objekt   | Beschreibung                                                                                  | Akten-Nr.     | Bild |
| -------------------------------------------------------------------- | -------- | --------------------------------------------------------------------------------------------- | ------------- | ---- |
| In der Waldabteilung Elm in der Nähe der vier Steinkreuze (Standort) | Wegkreuz | Sogenanntes Würfel-Kreuz, Gusseisenkruzifix auf Granitsockel mit Inschrift, bezeichnet „1882“ | D-3-74-162-97 | BW   |

### Oberlind
| Lage                                                           | Objekt                         | Beschreibung | Akten-Nr.     | Bild           |
| -------------------------------------------------------------- | ------------------------------ | --- | ------------- | -------------- |
| Am Kalvarienberg 6 (Standort)                                  | Kalvarienberg                  | 1775; mit Ausstattung; Kreuz mit Holzfiguren, 18./19. Jahrhundert; Kreuzweg mit Kreuzwegstationen von der Kirche St. Thomas zur Wallfahrtskirche am Kalvarienberg                                                                | D-3-74-162-87 | weitere Bilder |
| Dorfstraße 7 (Standort)                                        | Katholische Kirche St. Thomas  | Chorturmkirche mit gotischem Kern, in der zweiten Hälfte des 17. Jahrhunderts umgebaut; mit Ausstattung; Friedhofskreuz mit Holzfigur, 19. Jahrhundert; Grabdenkmäler spätes 19./20. Jahrhundert, Reste der alten Friedhofsmauer | D-3-74-162-86 | weitere Bilder |
| Gassau, an der Straße nach Kaltenbaum (Standort)               | Bildstock                      | Bildstock, konischer Granitschaft mit abgefasten Kanten, Laterne mit rechteckigem Bildfeld, bezeichnet „1871“ | D-3-74-162-92 | weitere Bilder |
| Südlich in Ortsnähe an der Straße nach Kaltenbaum (Standort)   | Schaftbildstock                | Schlanker Granitschaft mit abgefasten Kanten, Laterne mit Kreuzdach und halbrund geschlossenen Bildfeldern, aus Granit, bezeichnet „1797“                                                                                        | D-3-74-162-93 | weitere Bilder |
| Am Kalvarienberg (Standort)                                    | Sogenanntes Wolf-Jackl-Marterl | Gratiger Granitschaft auf Stufenpostament, Laterne mit Scheitelzinne und rechteckigen Bildfeldern, neugotisch, bezeichnet „1864“                                                                                                 | D-3-74-162-91 | weitere Bilder |
| Am nördlichen Ortseingang beim ehemaligen Schulhaus (Standort) | Steinkreuz                     | Nachmittelalterlich; | D-3-74-162-94 | Steinkreuz     |
| Im Elmwald an einem Kreuzweg (Standort)                        | Vier Steinkreuze               | Sogenannte Handkreuze, wohl spätmittelalterlich, rechtes Kreuz bezeichnet „1761“, jeweils mit eingemeißelter Hand | D-3-74-162-96 | weitere Bilder |
| In der Nähe des Steinkreuzes, Hoffeld (Standort)               | Wegkreuz                       | Gusseisenkruzifix auf Granitsockel mit Inschrift, neugotisch, bezeichnet „1899“ | D-3-74-162-95 | Wegkreuz       |

### Obernankau
| Lage                                 | Objekt                      | Beschreibung | Akten-Nr.      | Bild           |
| ------------------------------------ | --------------------------- | --- | -------------- | -------------- |
| Beim Glockenturm (Standort)          | Dorfkreuz                   | Mit Holzfiguren, wohl 19. Jahrhundert; beim Glockenturm                                                                   | D-3-74-162-101 | weitere Bilder |
| Am Kößinger Steig im Wald (Standort) | Sogenanntes Schmalz-Marterl | Bildstock, sogenanntes Schmalz-Marterl, gedrungener Granitschaft, darauf hohe Laterne mit halbrunder Bildnische, um 1860. | D-3-74-162-99  | BW             |
| Obernankau 1 (Standort)              | Wegkreuz                    | Wegkreuz, Gusseisenkruzifix auf gestuftem Granitsockel mit Inschrift, bezeichnet 1904.                                    | D-3-74-162-145 | Wegkreuz       |

### Obertresenfeld
| Lage                                                        | Objekt          | Beschreibung                                                      | Akten-Nr.      | Bild            |
| ----------------------------------------------------------- | --------------- | ----------------------------------------------------------------- | -------------- | --------------- |
| Außerhalb des Ortes an der Straße nach Waldthurn (Standort) | Granitbildstock | Wohl 18. Jahrhundert, mit Holzrelief Flucht nach Ägypten          | D-3-74-162-103 | Granitbildstock |
| In Obertresenfeld (Standort)                                | Kapelle         | Bezeichnet „1701“, um 1900 erneuert, Neubau 2002; mit Ausstattung | D-3-74-162-102 | weitere Bilder  |
| Obertresenfeld 18, an Straße nach Altenstadt (Standort)     | Bildstock       | Auf Steinsockel, Ende 19. Jahrhundert                             | D-3-74-162-104 | Bildstock       |

### Papiermühle
| Lage                                    | Objekt     | Beschreibung                                                         | Akten-Nr.      | Bild           |
| --------------------------------------- | ---------- | -------------------------------------------------------------------- | -------------- | -------------- |
| Lohe (Standort)                         | Wegkreuz   | Bezeichnet „1869“; an der Straße Vohenstrauß-Fiedlbühl, bei Bahndamm | D-3-74-162-106 | weitere Bilder |
| Straße Vohenstrauß-Fiedlbühl (Standort) | Steinkreuz | Nachmittelalterlich; an der Straße Vohenstrauß-Fiedlbühl             | D-3-74-162-105 | weitere Bilder |

### Roggenstein
| Lage                                                              | Objekt                             | Beschreibung | Akten-Nr.      | Bild           |
| ----------------------------------------------------------------- | ---------------------------------- | --- | -------------- | -------------- |
| Anton-Ferazin-Straße, Konradshöhe ()                              | Bildstock                          | rechteckiger Granitschaft, Laterne mit Walmdachabschluss und halbrunder Bildnische, darüber Gusseisenkruzifix, bezeichnet mit "1916"                                                                                       | D-3-74-162-147 |                |
| Anton-Ferazin-Straße 4 (Standort)                                 | Kleinhaus                          | Kleinhaus, 17./18. Jahrhundert, teilweise in Blockbau | D-3-74-162-110 | Kleinhaus      |
| Anton-Ferazin-Straße 28 (im Garten) (Standort)                    | Steinkreuz                         | Nachmittelalterlich | D-3-74-162-113 | Steinkreuz     |
| Muglhofer Straße 11 (Standort)                                    | Schlösschen                        | Anfang 19. Jahrhundert, Walmdachbau; ehemalige Feste, sogenanntes Altes Schloss, mittelalterlich, Mauerreste und Keller; ehemaliges Bräuhaus, 1720, im Kern älter, zweiflügeliger Krüppelwalmdachbau; Taubenkobel, um 1900 | D-3-74-162-112 | weitere Bilder |
| Muglhofer Straße 21 (Standort)                                    | Hausfiguren                        | Wohl 19. Jahrhundert | D-3-74-162-107 | BW             |
| Muglhofer Straße 29 (Standort)                                    | Pfarrhof                           | An der Tür bezeichnet „1839“, Walmdachbau | D-3-74-162-108 | Pfarrhof       |
| Muglhofer Straße 31 (Standort)                                    | Satteldachhaus                     | Anfang 19. Jahrhundert, eingeschossig mit Steingewänden | D-3-74-162-109 | Satteldachhaus |
| Pfarrer-Kreuzer-Straße 1 (Standort)                               | Katholische Pfarrkirche St. Erhard | Bezeichnet „1911“, neubarocker Bau von Heinrich Hauberrisser; mit Ausstattung | D-3-74-162-111 | weitere Bilder |
| Südwestlich des Ortes an der Straße nach Trauschendorf (Standort) | Granitbildstock                    | Bezeichnet „1866“, mit Bild des heiligen Wendelin | D-3-74-162-114 | BW             |

### Unterlind
| Lage                                                                   | Objekt    | Beschreibung                                        | Akten-Nr.      | Bild      |
| ---------------------------------------------------------------------- | --------- | --------------------------------------------------- | -------------- | --------- |
| Dorfkreuz (Standort)                                                   | Dorfkreuz | Mit Holzfiguren, wohl frühes 19. Jahrhundert        | D-3-74-162-115 | Dorfkreuz |
| Unterlind 14, an Kreuzung beim Weg von Unterlind nach Lerau (Standort) | Wegkreuz  | Bezeichnet „1877“                                   | D-3-74-162-116 | Wegkreuz  |
| Unterlind 14, in Nähe von Haus Nummer 14 (Standort)                    | Kreuz     | Mit Holzfiguren, wohl zweite Hälfte 19. Jahrhundert | D-3-74-162-117 | Kreuz     |

### Untertresenfeld
| Lage                                    | Objekt                     | Beschreibung | Akten-Nr.      | Bild                       |
| --------------------------------------- | -------------------------- | --- | -------------- | -------------------------- |
| In Untertresenfeld (Standort)           | Kruzifixus, Kriegerdenkmal | Kriegerdenkmal für die Gefallenen des I. Weltkriegs, Gusseisenkruzifix auf Granitsockel mit Inschrift, wohl 1920er Jahre; in Dorfmitte | D-3-74-162-119 | Kruzifixus, Kriegerdenkmal |
| Am Weg nach Albersrieth (Standort)      | Wegkapelle                 | Kleiner Walmdachbau über rechteckigem Grundriss, bezeichnet „1701“                                                                     | D-3-74-162-118 | BW                         |
| An der Straße zum Weißenberg (Standort) | Wegkreuz                   | Gusseisenkruzifix auf gestuftem Granitsockel mit Inschrift, bezeichnet „1885“                                                          | D-3-74-162-120 | Wegkreuz                   |

### Waldau
| Lage                                | Objekt                                      | Beschreibung | Akten-Nr.      | Bild           |
| ----------------------------------- | ------------------------------------------- | --- | -------------- | -------------- |
| (Standort)                          | Figurengruppe                               | Mit den Heiligen Johannes von Nepomuk, Florian und Sebastian, wohl Mitte 18. Jahrhundert, Granitsockel mit Säule                       | D-3-74-162-125 | weitere Bilder |
| Kirchweg 2 (Standort)               | Katholische Kirche St. Johannes von Nepomuk | Bezeichnet „1912“, neubarocker Bau, wohl von Heinrich Hauberrisser; mit Ausstattung                                                    | D-3-74-162-121 | weitere Bilder |
| Ochsenhut (Standort)                | Wegkreuz                                    | Wohl Mitte 19. Jahrhundert; unter Baumgruppe beim Bahnübergang an der Straße nach Vohenstrauß                                          | D-3-74-162-126 | Wegkreuz       |
| Rembühl (Standort)                  | Marterl                                     | Bildstock, sogenanntes Dorner-Marterl, gedrungener Granitschaft, Laterne mit tiefer Bildnische, bezeichnet „1900“; am Ortsrand         | D-3-74-162-127 | Marterl        |
| Roggensteiner Straße 8 (Standort)   | Schloss-Gebäude                             | Im 18. Jahrhundert unter Einbeziehung älterer Teile wieder errichtet, Walmdachbau, rechter Hofflügel, 18. Jahrhundert; mit Ausstattung | D-3-74-162-123 | weitere Bilder |
| Roggensteiner Straße 8 a (Standort) | Burg Waldau                                 | 12./13. Jahrhundert, Bergfried mit Pyramidendach; dreigeschossiger Palas, 14. Jahrhundert; Reste der Zwingermauer                      | D-3-74-162-123 | weitere Bilder |
| Schloßstraße 2 (Standort)           | Walmdachhaus                                | Bezeichnet „1764“ | D-3-74-162-124 | Walmdachhaus   |

### Zeßmannsrieth
| Lage                                            | Objekt         | Beschreibung | Akten-Nr.      | Bild           |
| ----------------------------------------------- | -------------- | --- | -------------- | -------------- |
| Zeßmannsrieth, südlicher Ortsrand (Standort)    | Kriegerdenkmal | Granitbildstock mit Kreuzaufsatz und Schwarzglastafel, mit Einfriedungsgitter zwischen Granitpfeilern, um 1920. Zum Gefallenengedenken; am südlichen Ortsrand gegenüber dem Steinkreuz | D-3-74-162-130 | weitere Bilder |
| Zeßmannsrieth, südlicher Ortsrand (Standort)    | Steinkreuz     | Nachmittelalterlich; am südlichen Ortsrand | D-3-74-162-129 | weitere Bilder |
| Zeßmannsrieth, südlich der Ortschaft (Standort) | Wegkreuz       | Gusseisenkruzifix auf Sandsteinsockel mit Inschrift, 1928; nach Ortsausgang in Richtung Roggenstein                                                                                    | D-3-74-162-131 | Wegkreuz       |

## Ehemalige Baudenkmäler
In diesem Abschnitt sind Objekte aufgeführt, die früher einmal in der Denkmalliste eingetragen waren, jetzt aber nicht mehr. Objekte, die in anderem Zusammenhang – also z. B. als Teil eines Baudenkmals – weiter eingetragen sind, sollen hier nicht aufgeführt werden. Aktennummern in diesem Abschnitt sind ehemalige, jetzt nicht mehr gültige Aktennummern.

| Lage                                                                | Objekt                                         | Beschreibung                                                       | Akten-Nr.      | Bild                                           |
| ------------------------------------------------------------------- | ---------------------------------------------- | ------------------------------------------------------------------ | -------------- | ---------------------------------------------- |
| Vohenstrauß Friedrichstraße 7 (Standort)                            | Steintorbogen                                  | Erste Hälfte 19. Jahrhundert                                       | D-3-74-162-6   | Steintorbogen                                  |
| Vohenstrauß Friedrichstraße 9 (Standort)                            | Steintorbogen                                  | Erste Hälfte 19. Jahrhundert                                       | D-3-74-162-7   | Steintorbogen                                  |
| Vohenstrauß Friedrichstraße 13 (Standort)                           | Torbogen mit Tür                               | Mitte 19. Jahrhundert                                              | D-3-74-162-9   | Torbogen mit Tür                               |
| Vohenstrauß Marktplatz 3 (Standort)                                 | Steintorbogen                                  | 18./19. Jahrhundert, teilweise vermauert                           | D-3-74-162-19  | Steintorbogen                                  |
| Vohenstrauß Marktplatz 14 (Standort)                                | Steintorbogen                                  | Bezeichnet „1840“                                                  | D-3-74-162-22  | Steintorbogen                                  |
| Vohenstrauß Prager Gasse 11 (Standort)                              | Wirtshausschild                                | 19. Jahrhundert                                                    | D-3-74-162-33  | Wirtshausschild                                |
| Vohenstrauß Wittschauer Straße 14 (Standort)                        | Inschrifttafel vom ehemaligen Kapuzinerkloster | Bezeichnet „1746“                                                  | D-3-74-162-34  | Inschrifttafel vom ehemaligen Kapuzinerkloster |
| Altenstadt bei Vohenstrauß Neumühlstraße 16 (Standort)              | Steintürsturz                                  | Bezeichnet „1791“                                                  | D-3-74-162-39  | Steintürsturz                                  |
| Böhmischbruck An der Straße nach Leuchtenberg ()                    | Sogenanntes Rackl-Kreuz                        | Bezeichnet „1906“, Gusseisen auf Granitsockel                      | D-3-74-162-54  |                                                |
| Braunetsrieth Haus Nummer 6 ()                                      | Zugehöriger Granitbrunnentrog                  | Bezeichnet „1852“; zwei Hofeinfahrtspfeiler, bezeichnet „1839“     | D-3-74-162-56  |                                                |
| Braunetsrieth Südöstlich an Waldweg zur Fahrnbachermühle ()         | Grenzstein                                     | Wohl erste Hälfte 16. Jahrhundert, mit Waldauer und Pfälzer Wappen | D-3-74-162-63  |                                                |
| Kaimling Am Ortsausgang Richtung Michldorf, Herrnmühlweg (Standort) | Hölzernes Votivrelief                          | Heiliger Wendelin, wohl erste Hälfte 19. Jahrhundert               | D-3-74-162-75  | BW                                             |
| Kaltenbaum Beim Kalten Baum, Kaltenbaum 4 (Standort)                | Wegkreuz                                       | Bezeichnet „1861“                                                  | D-3-74-162-77  | weitere Bilder                                 |
| Neumühle Am Stadel bei Haus Nummer 1 (Standort)                     | Wegkreuz                                       | Wohl Mitte 19. Jahrhundert, mit Holzkruzifix                       | D-3-74-162-84  | Wegkreuz                                       |
| Neumühle Trat, bei Haus Nummer 2 (Standort)                         | Wegkreuz                                       | Wohl Mitte 19. Jahrhundert, mit Holzkruzifix                       | D-3-74-162-85  | Wegkreuz                                       |
| Oberlind Gegenüber dem ehemaligen Schulhaus (Standort)              | Dorfkreuz                                      | Mit Holzkruzifix, 19. Jahrhundert                                  | D-3-74-162-89  | Dorfkreuz                                      |
| Oberlind Bei Haus Nummer 10 (Standort)                              | Dorfkreuz                                      | Mit Holzfiguren, 19. Jahrhundert                                   | D-3-74-162-90  | weitere Bilder                                 |
| Zeßmannsrieth Zeßmannsrieth 12 (Standort)                           | Bautafel                                       | Bezeichnet „1598“                                                  | D-3-74-162-128 | weitere Bilder                                 |